# تامولا
تامولا (انگلیسی: Tamula) یک دریاچه در شهرستان وورو در جنوب استونی است که ۲٫۳۱۳ کیلومتر مربع وسعت دارد.

## نگارخانه

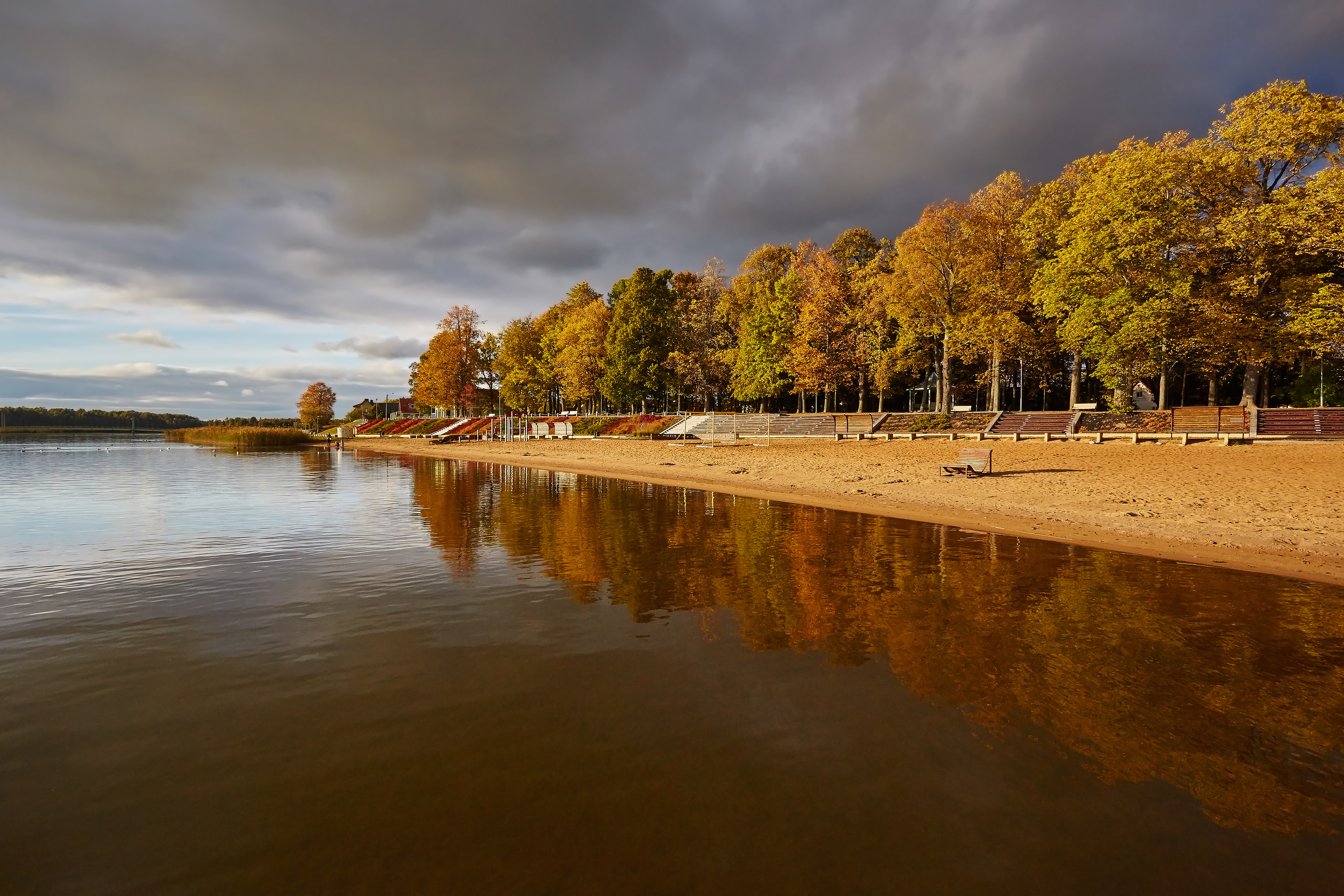
Beach promenade on the town side
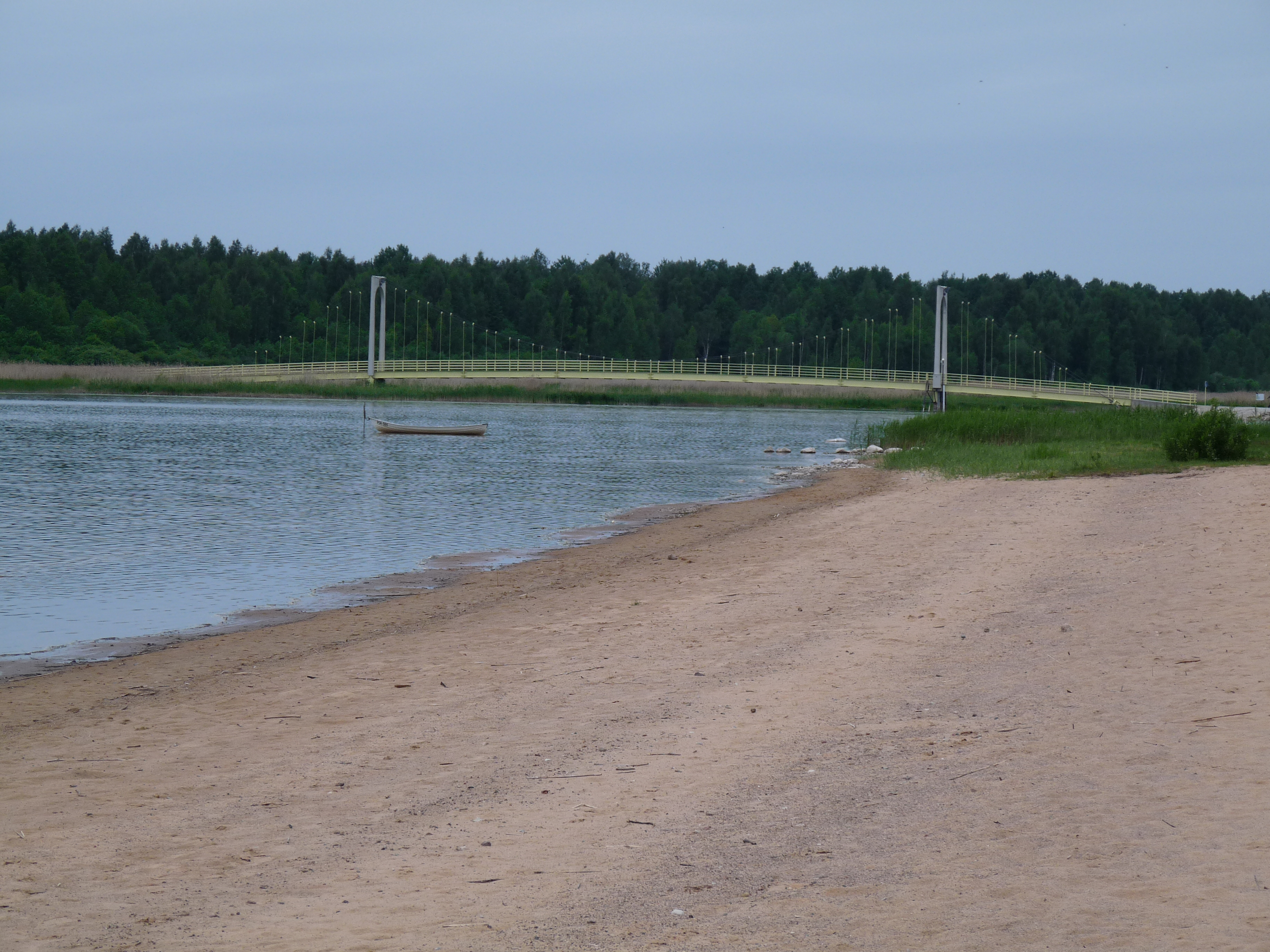
A suspension bridge on the northern end of the lake
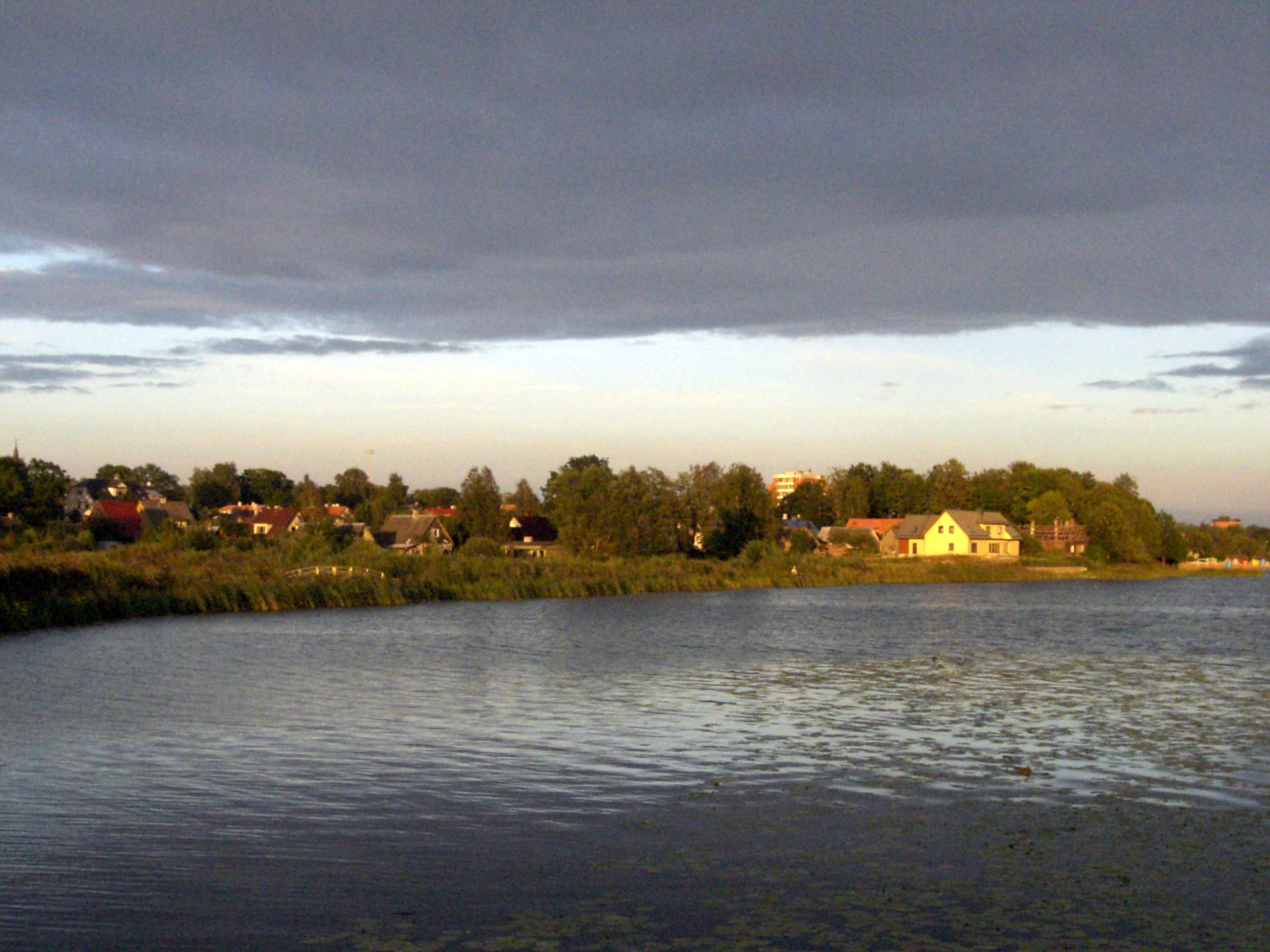
View to the lake from the bridge
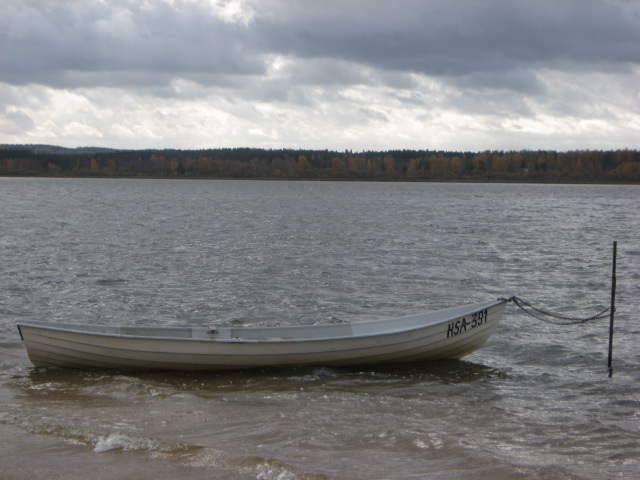